# Automolis pulverea
Automolis pulverea là một loài bướm đêm thuộc phân họ Arctiinae, họ Erebidae.